# Perfetto (Eros Ramazzotti)
Perfetto è il tredicesimo album in studio del cantautore italiano Eros Ramazzotti, pubblicato il 12 maggio 2015 dalla Universal Music Group.

## Descrizione
Perfetto è stato pubblicato a più di due anni di distanza dal precedente album in studio dell'artista, Noi. Lo stesso Ramazzotti afferma che vi ha lavorato per due anni e che questo è un album più curato rispetto ai precedenti, infatti presenta collaborazioni con importanti parolieri, tra cui Mogol, Francesco Bianconi, Federico Zampaglione e Pacifico.
Per la prima volta l'edizione italiana e quella spagnola sono state pubblicate insieme in una speciale edizione deluxe: per il mercato italiano il primo CD è in lingua italiana e il secondo è in quella spagnola, mentre nei paesi latini è l'opposto.
Il 9 ottobre 2015 viene pubblicata una versione in due dischi in vinile dell'album, su cui sono incise esclusivamente le tracce in italiano.
L'album è stato anticipato dal singolo Alla fine del mondo, uscito il 27 marzo 2015, mentre il secondo, Il tempo non sente ragione, è uscito in contemporanea all'uscita del disco, il 12 maggio 2015.
Soltanto il formato CD e il disco in vinile presentano una bonus track, Alla fine del mondo (Acoustic Demo Version).

## Tracce

### Edizione italiana
1. Alla fine del mondo – 3:55 (testo: Francesco Bianconi, Kaballà, Eros Ramazzotti – musica: Eros Ramazzotti, Claudio Guidetti)
2. Il tempo non sente ragione – 4:04 (testo: Francesco Bianconi, Kaballà, Eros Ramazzotti – musica: Eros Ramazzotti, Claudio Guidetti)
3. Perfetto – 3:51 (testo: Francesco Bianconi, Kaballà, Eros Ramazzotti – musica: Eros Ramazzotti, Claudio Guidetti)
4. Sbandando – 3:56 (testo: Mogol – musica: Eros Ramazzotti, Claudio Guidetti)
5. Sogno N. 3 – 3:53 (testo: Francesco Bianconi, Kaballà, Eros Ramazzotti – musica: Eros Ramazzotti, Claudio Guidetti)
6. Rosa nata ieri – 3:50 (testo: Francesco Bianconi, Kaballà, Eros Ramazzotti – musica: Eros Ramazzotti, Claudio Guidetti)
7. Vivi e vai – 3:52 (testo: Francesco Bianconi, Kaballà, Eros Ramazzotti – musica: Eros Ramazzotti, Claudio Guidetti)
8. Un'altra estate – 4:07 (testo: Federico Zampaglione, Eros Ramazzotti – musica: Eros Ramazzotti, Claudio Guidetti)
9. L'amore è un modo di vivere – 3:55 (testo: Federico Zampaglione, Eros Ramazzotti – musica: Eros Ramazzotti, Claudio Guidetti)
10. Il viaggio – 3:44 (testo: Francesco Bianconi, Kaballà, Eros Ramazzotti – musica: Eros Ramazzotti, Claudio Guidetti)
11. Tu gelosia – 3:50 (testo: Federico Zampaglione, Eros Ramazzotti – musica: Eros Ramazzotti, Claudio Guidetti)
12. Sei un pensiero speciale – 3:47 (testo: Federico Zampaglione, Eros Ramazzotti – musica: Eros Ramazzotti, Claudio Guidetti)
13. Buon Natale (se vuoi) – 4:04 (testo: Francesco Bianconi, Kaballà, Eros Ramazzotti – musica: Eros Ramazzotti, Claudio Guidetti, Gary Kemp)
14. Tra vent'anni – 3:39 (testo: Eros Ramazzotti, Gino Pacifico – musica: Eros Ramazzotti, Pacifico, Claudio Guidetti)

Traccia bonus nell'edizione CD e LP
1. Alla fine del mondo (Acoustic Demo Version) – 2:28 (testo: Francesco Bianconi, Kaballà, Eros Ramazzotti – musica: Eros Ramazzotti, Claudio Guidetti)

### Edizione spagnola
1. Al fin del mundo – 3:55 (testo: Francesco Bianconi, Kaballà, Eros Ramazzotti - adatt. spagnolo: Nacho Mañó – musica: Eros Ramazzotti, Claudio Guidetti)
2. El tiempo no atiende a razones – 4:04 (testo: Francesco Bianconi, Kaballà, Eros Ramazzotti - adatt. spagnolo: Nacho Mañó – musica: Eros Ramazzotti, Claudio Guidetti)
3. Perfecto – 3:51 (testo: Francesco Bianconi, Kaballà, Eros Ramazzotti - adatt. spagnolo: Nacho Mañó – musica: Eros Ramazzotti, Claudio Guidetti)
4. Girando – 3:56 (testo: Mogol - adatt. spagnolo: Nacho Mañó – musica: Eros Ramazzotti, Claudio Guidetti)
5. Sueño N. 3 – 3:53 (testo: Francesco Bianconi, Kaballà, Eros Ramazzotti - adatt. spagnolo: Nacho Mañó – musica: Eros Ramazzotti, Claudio Guidetti)
6. Flor nacida ayer – 3:50 (testo: Francesco Bianconi, Kaballà, Eros Ramazzotti - adatt. spagnolo: Nacho Mañó – musica: Eros Ramazzotti, Claudio Guidetti)
7. Vívela – 3:52 (testo: Francesco Bianconi, Kaballà, Eros Ramazzotti - adatt. spagnolo: Nacho Mañó – musica: Eros Ramazzotti, Claudio Guidetti)
8. Aquel verano – 4:07 (testo: Federico Zampaglione, Eros Ramazzotti - adatt. spagnolo: Nacho Mañó – musica: Eros Ramazzotti, Claudio Guidetti)
9. El amor es un modo de vivir – 3:55 (testo: Federico Zampaglione, Eros Ramazzotti - adatt. spagnolo: Nacho Mañó – musica: Eros Ramazzotti, Claudio Guidetti)
10. El viaje – 3:44 (testo: Francesco Bianconi, Kaballà, Eros Ramazzotti - adatt. spagnolo: Nacho Mañó – musica: Eros Ramazzotti, Claudio Guidetti)
11. Los celos – 3:50 (testo: Federico Zampaglione, Eros Ramazzotti - adatt. spagnolo: Nacho Mañó – musica: Eros Ramazzotti, Claudio Guidetti)
12. Una idea especial – 3:47 (testo: Federico Zampaglione, Eros Ramazzotti - adatt. spagnolo: Nacho Mañó – musica: Eros Ramazzotti, Claudio Guidetti)
13. Feliz Navidad (si tú quieres) – 4:04 (testo: Francesco Bianconi, Kaballà, Eros Ramazzotti - adatt. spagnolo: Nacho Mañó – musica: Eros Ramazzotti, Claudio Guidetti, Gary Kemp)
14. Tras veinte años – 3:39 (testo: Eros Ramazzotti, Pacifico - adatt. spagnolo: Nacho Mañó – musica: Eros Ramazzotti, Pacifico, Claudio Guidetti)

## Formazione
Musicisti
- Eros Ramazzotti – voce, cori, chitarra elettrica, chitarra acustica, tastiera, pianoforte, programmazione
- Tim Pierce, Michael Landau – chitarre elettriche, chitarre acustiche
- Laurence Juber – chitarra acustica, chitarra a dodici corde
- Sean Hurley – basso
- Paolo Costa – basso
- Luca Scarpa – pianoforte, tastiera, organo Hammond, Fender Rhodes, sintetizzatore
- Jeff Babko – pianoforte, tastiera
- Vinnie Colaiuta – batteria, percussioni
- Jim Keltner – batteria
- Gianluigi Fazio – cori
- Christian Pescosta – cori
- Roberta Granà – cori

Produzione
- Saverio Principini – produzione esecutiva
- Marco Sorrentino – coordinazione alla produzione esecutiva
- Mike Tacci – registrazione
- Marco Sonzini – ingegneria Pro Tools
- Claudio Guidetti – ingegneria parti vocali e sovraincisioni
- Davide Tagliapietra – ingegneria parti vocali, di tastiera, sovraincisioni e Pro Tools
- Miguel Lara – assistenza tecnica
- Michael Peterson – assistenza tecnica
- Pat Simonini – assistenza tecnica
- Pino "Pinaxa" Pischetola – missaggio
- Antonio Baglio – mastering
- Flora Sala – copertina
- Toni Thorimbert – fotografia

## Classifiche

### Classifiche settimanali
| Classifica (2015) | Posizione massima |
| ----------------- | ----------------- |
| Austria           | 5                 |
| Belgio (Fiandre)  | 3                 |
| Belgio (Vallonia) | 2                 |
| Francia           | 16                |
| Germania          | 5                 |
| Grecia            | 9                 |
| Italia            | 1                 |
| Messico           | 19                |
| Paesi Bassi       | 5                 |
| Repubblica Ceca   | 11                |
| Spagna            | 3                 |
| Svizzera          | 2                 |
| Ungheria          | 12                |

### Classifiche di fine anno
| Classifica (2015) | Posizione |
| ----------------- | --------- |
| Belgio (Fiandre)  | 62        |
| Belgio (Vallonia) | 19        |
| Francia           | 189       |
| Italia            | 16        |
| Svizzera          | 28        |